# 61 de la Verge c
61 de la Verge c és un planeta extrasolar que orbita l'estrella de tipus G 61 de la Verge, localitzat aproximadament a 27 anys llum en la constel·lació de la Verge. Aquest planeta té una massa 18,2 vegades la de la Terra i triga 28 dies a completar el seu període orbital, sent el seu semieix major d'aproximadament 0,21 ua. Aquest planeta va ser descobert el 14 de desembre de 2009 usant el mètode de la velocitat radial i el telescopi Keck. És probable que sigui un gegant gasós com Urà o Neptú.